# Cleisostoma uraiense
Cleisostoma uraiense là một loài thực vật có hoa trong họ Lan. Loài này được (Hayata) Garay & H.R.Sweet mô tả khoa học đầu tiên năm 1974.